# Plan de Ayala, Ahome
Plan de Ayala är en ort i Mexiko.   Den ligger i kommunen Ahome och delstaten Sinaloa, i den västra delen av landet, 1 200 km nordväst om huvudstaden Mexico City. Plan de Ayala ligger 7 meter över havet och antalet invånare är 1 323.
Terrängen runt Plan de Ayala är mycket platt. Runt Plan de Ayala är det ganska tätbefolkat, med 83 invånare per kvadratkilometer. Närmaste större samhälle är Los Mochis, 5,1 km nordost om Plan de Ayala. Runt Plan de Ayala är det i huvudsak tätbebyggt.